# Ненад Цвијетић
Ненад Цвијетић, познат и као Неша 100%, је српски поп певач. До сада је издао два студијска албума и велики број синглова. Завршио је музичку школу, одсек кларинет, а од 1998, је радио као студијски певач на Пинку заједно са Александром Радовић. Пореклом је из Београда. Неке песме му је писао Млађан Динкић.

## Дискографија
Албуми
- 100% (2000) Сити Рекордс
- Алиби (2012) Сити Рекордс

Синглови
- Највеће љубави умиру младе (2014)
- Верна и неверна (2021)[6]
- Маске (2021)
- Само јако (2021)
- Зима ће (2021)[7]
- Шта би још (2021)
- Плаћам све (2022)
- Туђе жене (2022)